# Station Osaka Namba
Station Osaka Namba (大阪難波駅, Ōsaka Namba-eki) is een spoorwegstation in de wijk Chūō-ku in Osaka, Japan. Het wordt uitgebaat door zowel Kintetsu (Kintetsu Namba-lijn), als Hanshin (Hanshin Namba-lijn), beide private spoorwegmaatschappijen. Naast dit station zijn er nog twee andere stations met de naam 'Namba', JR Namba en Namba, die beide ten zuiden van het station liggen. Het station heeft vier sporen.

## Stationsindeling
Het station is via wandelgangen en winkelcentra verbonden met de stations Namba en JR Namba.

## Lijnen

### Kintetsu
| 1-2 | ■ Kintetsu Namba-lijn | richting Osaka Uehommachi richting Ikoma, Yamato-Saidaiji en Kintetsu Nara (via de Kintetsu Nara-lijn) |

### Hanshin
| 3 | ■ Hanshin Namba-lijn | richting Amagasaki, Koshien en Sannomiya |

## Geschiedenis
Het station werd in 1970 geopend. Sinds 2009 draagt het station de huidige naam. Daarvoor heette het Kintetsu Namba, maar na de voltooiing van de Hanshin Namba-lijn besloot men de naam in Osaka Namba te veranderen, daar Kintetsu niet meer de enige uitbater was.

## Stationsomgeving
Het station bevindt zich in de buurt Namba, het zuidelijke deel van het centrum van Osaka.
- Namba Walk
- Dotombori (amusementsdistrict)
- Shinsaibashi (winkeldistrict)
- Osaka City Air Terminal
- Midosuji Grand-gebouw
- Kintetsu Namba-gebouw
- Hotel Cordonbleu
- Dotombori Hotel
- Royal Host
- AM/PM
- McDonald's

(<<Hanshin-lijn) Amagasaki · Daimotsu · Dekijima · Fuku · Dempō · Chidoribashi · Nishikujō · Kujō · Dome-mae · Sakuragawa · Ōsaka Namba (Kintetsu Namba-lijn, Nara-lijn>>)